# 洛瓦斯·茹然瑙
洛瓦斯·茹然瑙（匈牙利語：Lovász Zsuzsanna，1976年12月17日—），匈牙利女子手球运动员。她曾代表匈牙利参加2004年夏季奥林匹克运动会手球比赛，结果队伍获得第五名。